# Wuppertaler Hof

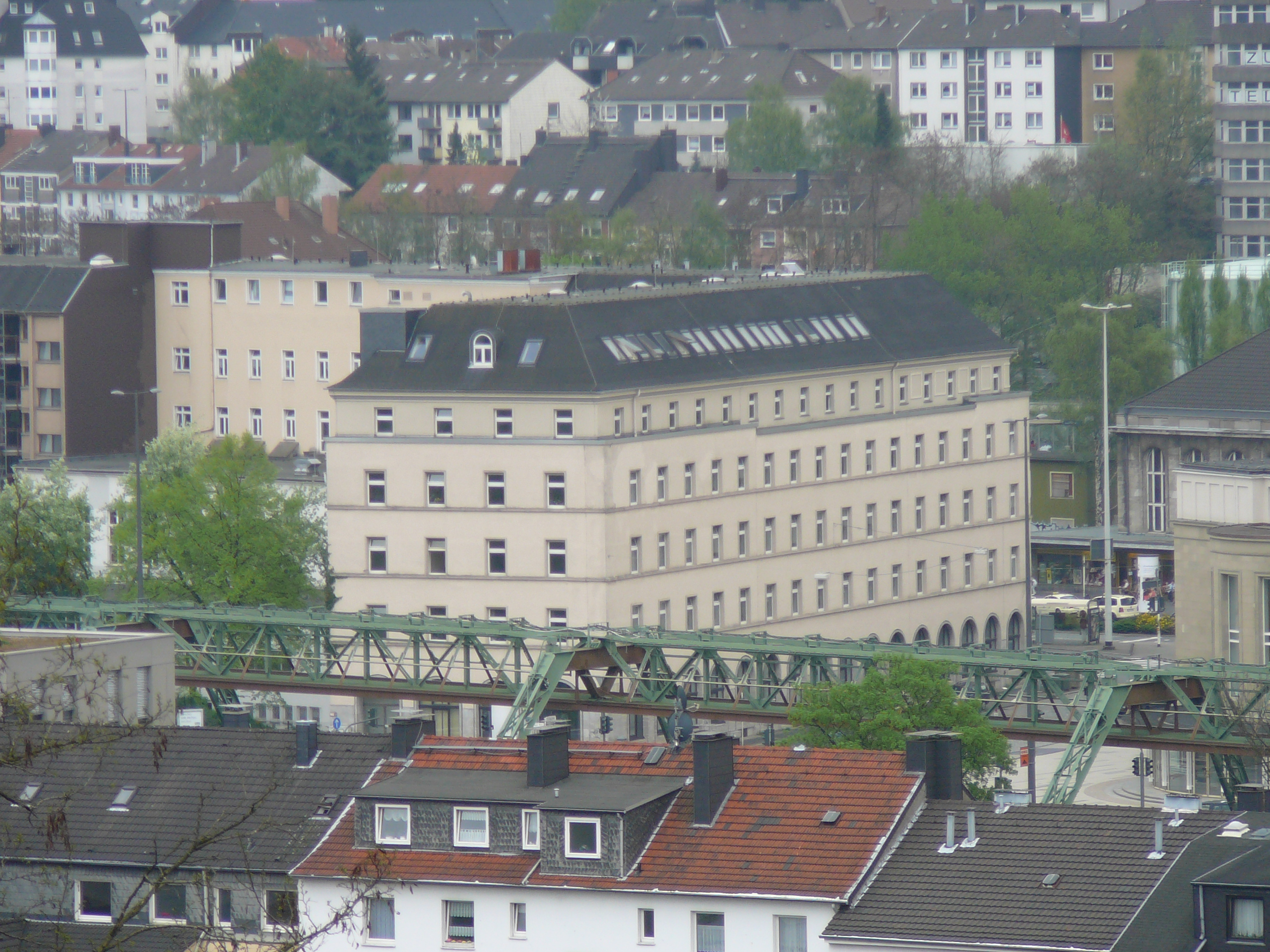
Wuppertaler Hof, 2009 von Nordwesten gesehen

Der Wuppertaler Hof war bis 1943 ein Hotel gegenüber dem Barmer Bahnhof an der Winklerstraße 5, heute Wuppertal. Das Gebäude befindet sich in unmittelbarer Nähe zum Opernhaus Wuppertal. Es beherbergt heute ein Seniorenzentrum.

## Geschichte

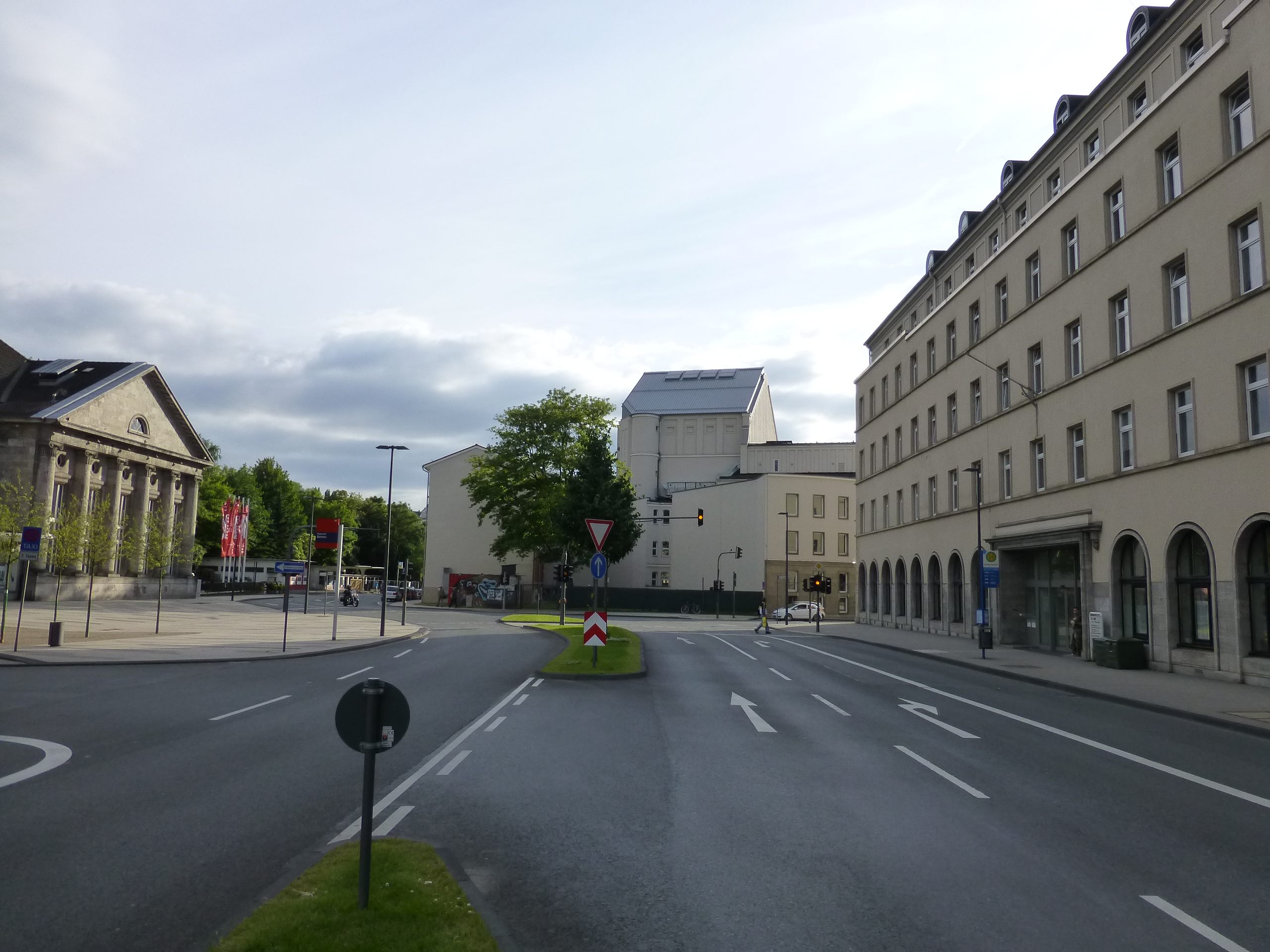
Von rechts nach links: Südseite des Wuppertaler Hofs, Opernhaus Wuppertal, Bahnhof Wuppertal-Barmen, 2013

In der Zwischenkriegszeit entwickelten Barmer Unternehmer die Initiative für den Bau eines Hotels in der Stadt, das modernen Anforderungen genügte. Hierfür wurde die Hotel-AG Wuppertal gegründet. Die Aktiengesellschaft hatte ein Kapital von 1,5 Millionen Reichsmark (RM), der Anteil der Stadt Barmen lag bei 750.000 RM, weitere 750.000 RM wurden von Handel und Industrie gezeichnet. An den Baukosten in Höhe von 3,5 Millionen RM (ohne Grundstückskosten) beteiligten sich die Wuppertaler Unternehmer Ferdinand Thun und Henry Janssen über ihr US-amerikanisches Unternehmen Textile Machine Works mit einem Darlehen von 555.000 US-Dollar. Anfang 1928 wurde ein Architektenwettbewerb ausgelobt, die Jury wählte einen Entwurf der Berliner Architekten Richard Bielenberg und Josef Moser aus. Der Bau des Hotels begann 1929; die wichtigsten an der Ausführung beteiligten Bauunternehmer waren Hugo Böckler und der Stahlbauer Chr. Döbberick in Barmen, die örtliche Bauleitung übte Franz Kiwit aus. Es entstand ein repräsentatives Gebäude mit einem Arkadenumgang.
Am 2. Mai 1931 wurde der Wuppertaler Hof eröffnet. Die Eingangshalle mit anschließender Diele in gediegener Ausstattung und Holztäfelung verfügte über ein Empfangsbüro, eine Garderobe, einen Bücherstand, eine Telefonzentrale mit mehreren Sprechzellen, neun Personen- und Gepäckfahrstühle, ein Restaurant, eine Hotelbar, eine Konditorei, eine Jägerstube, eine Weinstube, ein Bierrestaurant, eine Bergische Bierstube, eine Terrasse, Schreib- und Lesezimmer, Gesellschaftsräume, Konferenzzimmer, Ausstellungsräume sowie einen Festsaal mit Bühne. Die insgesamt 100 Betten in den etwa 70 Zimmern der ersten drei Obergeschosse waren allesamt mit fließend kaltem und warmem Wasser sowie mit WC ausgestattet. Das Restaurant im Erdgeschoss gehörte zu den beliebtesten Häusern in Wuppertal.
Beim Luftangriff auf Barmen am 30. Mai 1943 brannte der Wuppertaler Hof völlig aus. Bereits 1948 begann der Wiederaufbau, worauf das Hotel am 13. November 1954 in verkleinertem Umfang mit 20 Zimmern erneut öffnete. Jedoch konnte es auf Dauer nicht wirtschaftlich geführt werden. Zum 2. Juni 1977 wurde der größere Teil des Gebäudes in ein Seniorenheim mit Platz für 87 Bewohner in drei Wohnbereichen und ein anderer Teil als Integratives Zentrum für Menschen der dritten Lebensphase umgewandelt. Gemeinsam sind diese Einrichtungen heute das „Altenzentrum Wuppertaler Hof“.